# Manul stepowy
Manul stepowy, manul (Otocolobus manul) – gatunek małego ssaka, drapieżnego z podrodziny kotów (Felinae) w rodzinie kotowatych (Felidae), należący do monotypowego rodzaju spokrewnionego z kotkiem. Głowa i tułów mierzą do 65 cm, ogon do 31 cm długości, zwierzę waży od 2,5 do 4,5 kg. Ubarwienie ma zmienne. Wiedzie samotne życie na azjatyckich stepach. Zajmuje nory na terenach kamienistych, często po gryzoniach. W takiej norze samica rodzi kocięta. Nie zagraża mu wyginięcie, ale zasięg jest rozczłonkowany.

## Budowa

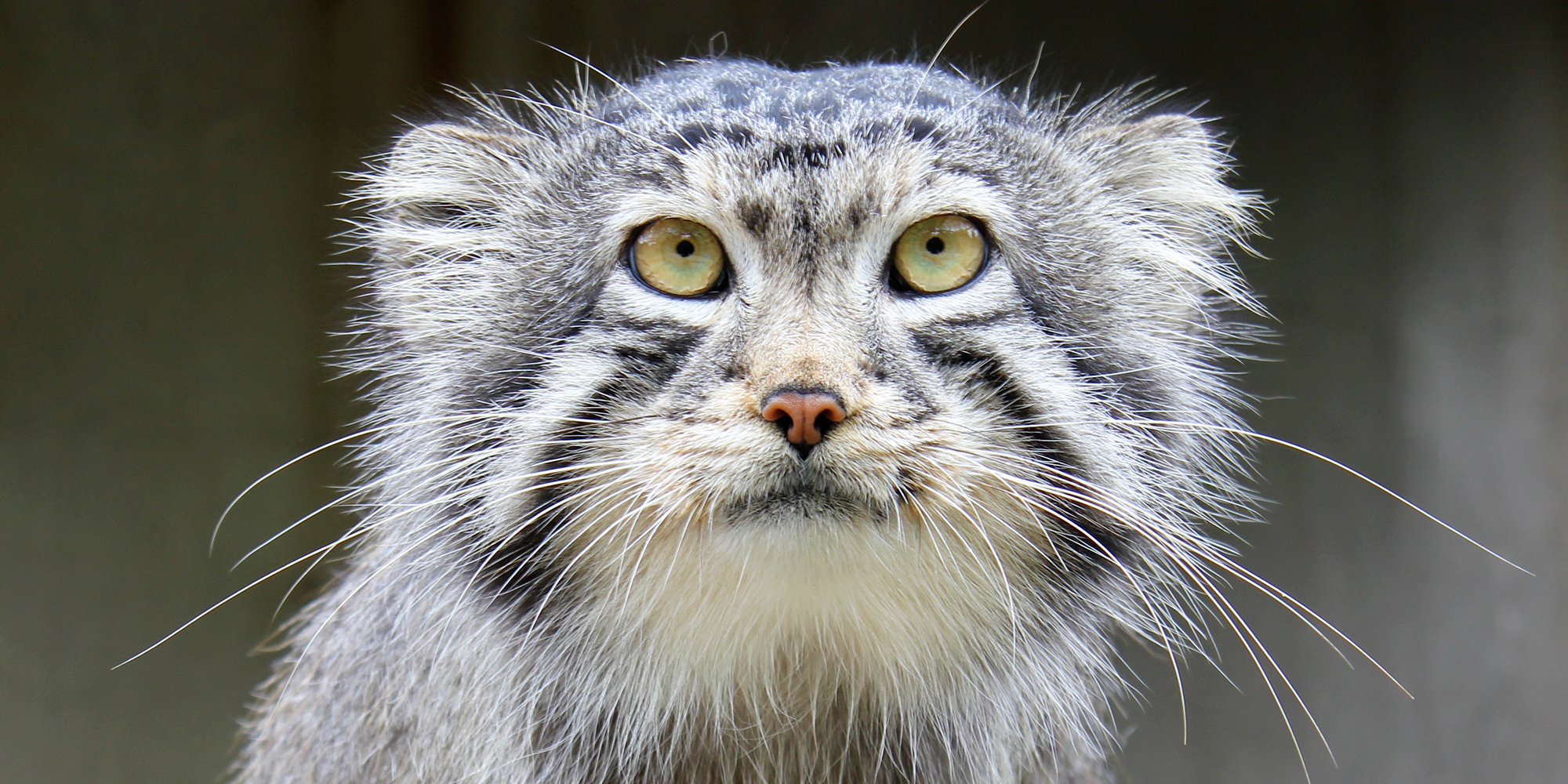
Głowa manula stepowego z litewskiego zoo. Widać charakterystyczne ciemne pasy

Długość głowy i tułowia manula wynosi pomiędzy 46 a 65 cm, czemu towarzyszy ogon długości od 20,6 do 31 cm. Masa ciała zwierzęcia wynosi pomiędzy 2,5 a 4,5 kg. Tak więc niektóre żbiki są cięższe od manula, lżejsze są od niego kotki: kusy czy rudy, jak też kot czarnołapy.
Grzbiet zwierzęcia pokrywa futro o zmiennym ubarwieniu. Może być ono srebrnopłowe czy też pomarańczowoczarne, zimą staje się bardziej szare z mniej widocznymi wzorami. Futro to jest długie i gęste. Bujnie pokrywa także ogon zwierzęcia, na którym widnieje 6 wąskich czarnych pierścieni, kolor ten zdobi także koniec manulowego ogona. Istnieją pewne różnice pomiędzy populacjami. Mianowicie uznawany dawniej za osobny podgatunek Otocolobus manul ferrugineus ubarwiony jest bardziej czerwonawo, ma też mniej prążków, najlepiej z kolei wyrażonych u podgatunku O. manul nigripectus.
Na głowie znajdują się uszy, o tylnej części płowej, rudawej czy szarej. Czarne kropki zdobią także czoło i ciemię zwierzęcia. Poniżej oczu na policzki rozciągają się po dwie równoległe czarne pasy. 
Manul cechuje się zwartą budową. Ma gruby i bujny ogon.

## Systematyka

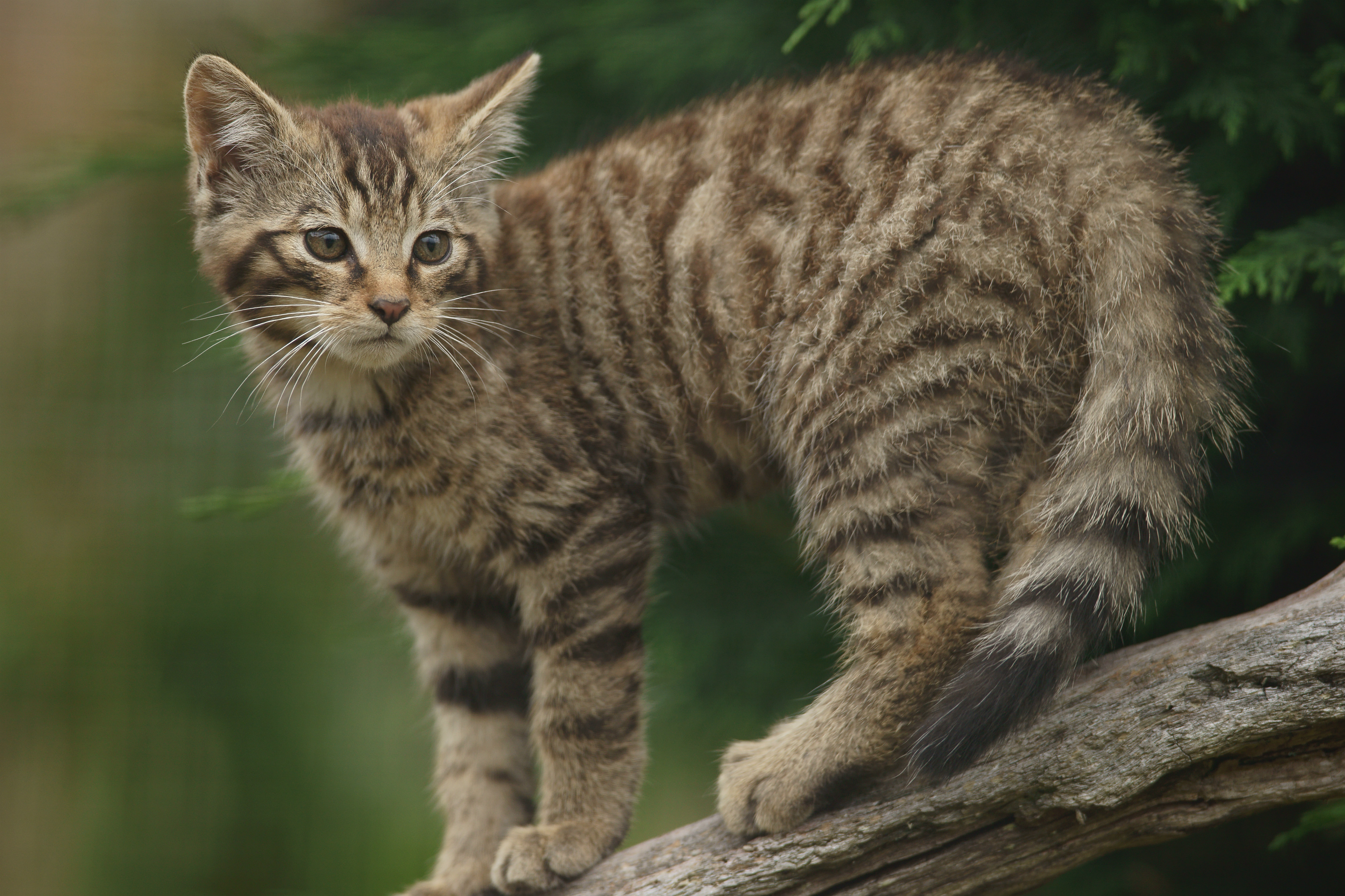
Manula stepowego zaliczano pierwotnie do rodzaju kot, obejmującego choćby żbika

Gatunek po raz pierwszy zgodnie z zasadami nazewnictwa binominalnego opisał w 1776 roku niemiecki przyrodnik Peter Simon Pallas, nadając mu nazwę Felis manul. Jako miejsce typowe odłowu holotypu Pallas wskazał „tatarsko-mongolską pustynię” (Kulusutai w Borzji w Kraju Zabajkalskim). Jedyny przedstawiciel rodzaju manul (Otocolobus) który opisał w 1842 roku niemiecko-rosyjski przyrodnik Johann Friedrich von Brandt. 
Tradycyjnie uznawane są trzy podgatunki, ale ostatnie analizy ograniczyły je do dwóch.

### Etymologia
- Otocolobus: gr. ους ous, ωτος ōtos „ucho”; κολοβος kolobos „okaleczony”[21].
- Trichaelurus: gr. θριξ thrix, τριχος trikhos „włosy”[22]; αιλουρος ailouros „kot”[23].
- manul: mong. мануул manuul „manul”[24][25].
- nigripectus: łac. niger „czarny”; pectus, pectoris „pierś”[26].

## Ewolucja
Manul stepowy zalicza się do monotypowego rodzaju manul. Spokrewniony jest blisko z kotkami. Linie manula stepowego i kotka bengalskiego rozdzieliły się około 5,8 miliona lat temu.

## Tryb życia

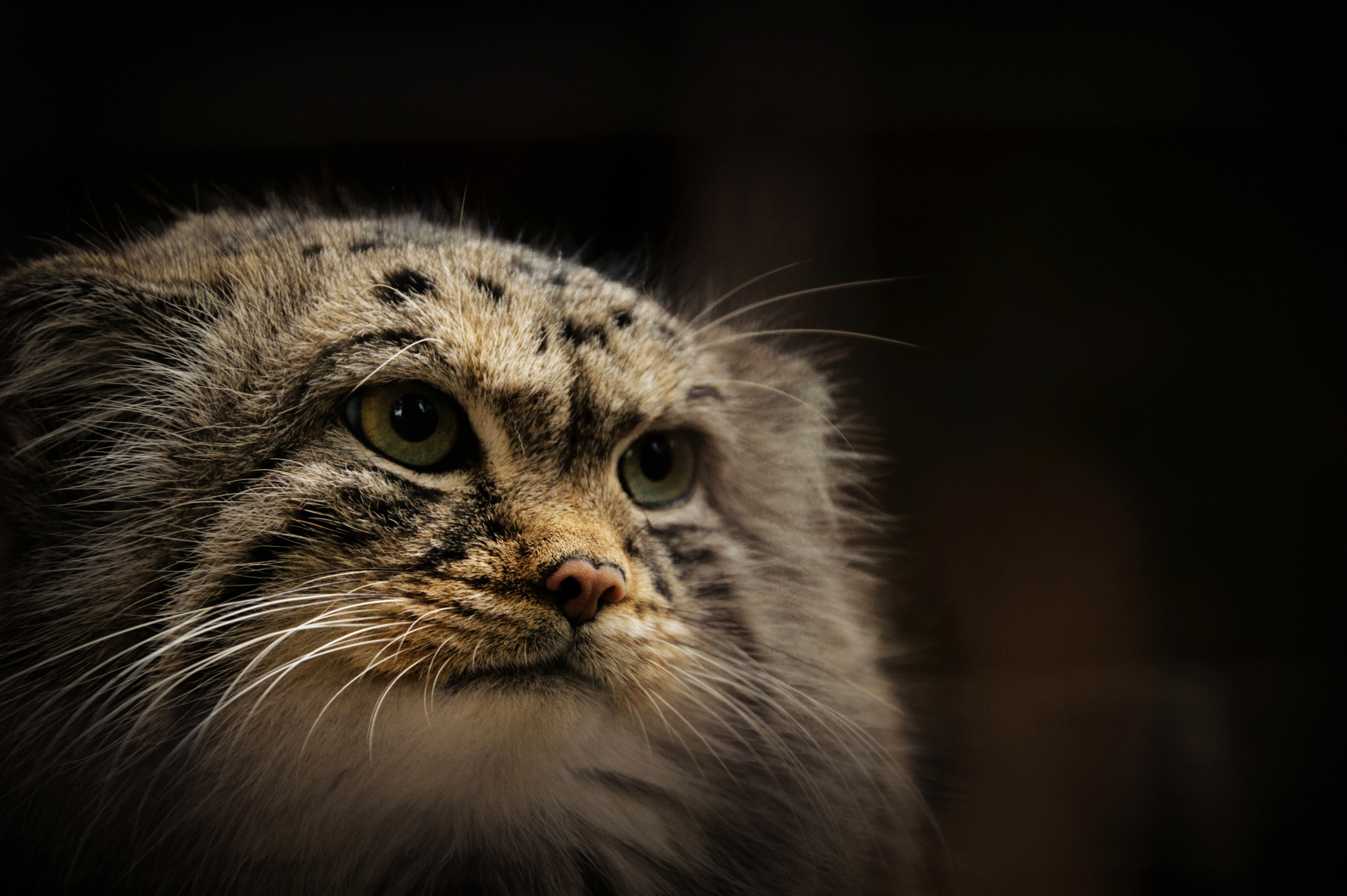
Aktywność manula przypada zwłaszcza na zmierzch i wczesny świt

Aktywność manula przypada zwłaszcza na zmierzch i wczesny świt, kiedy to poluje na zajęczaki, gryzonie czy ptaki. Dzień z kolei wykorzystuje, wygrzewając się na słońcu na zewnątrz swej nory. 
Okres rozrodu tego stworzenia zaczyna się w lutym i trwa do marca, jest on dosyć głośny, podobnie jak innych kotowatych Samica zdolna jest do przyjęcia samca przez krótki czas trwający pomiędzy 26 a 42 godziny. Jej owulacja i produkcja nasienia przez samca zależą od długości dnia. Do współżycia może dojść w norze. Jeśli uda jej się zostać zapłodnioną przez samca, zachodzi w ciążę trwającą między 66 a 75 dni, a więc mniej więcej podobnie jak u kotka rudego, a dłużej niż u kusego czy kota czarnołapego. Samica manula rodzi w norze, czy to wykopanej niegdyś przez świstaka bądź lisa, czy to w szczelinie skały, wyłożonej jednak skórami gryzoni, piórami, roślinami, niekiedy nawet w wydrążonej dziupli starego jałowca. Nory takie znajdują się zwłaszcza na terenach kamienistych, z dala od ludzi. Latem preferuje nory w cieniu. Matka wydaje na świat od 4 do 6 kociąt, czyli dosyć dużo jak na kotowatego, choć nie tak jak u geparda. Ciąża kończy się najczęściej w kwietniu bądź maju. Manulowy noworodek waży pomiędzy 80 a 90 g, by po 2 miesiącach osiągnąć masę od 500 do 600 g. Długość pokolenia to 3,61 roku.

## Rozmieszczenie geograficzne
Gatunek ten, pochodzący z obszarów dzisiejszych Mongolii i Chin, ma szeroki zasięg występowania, aczkolwiek fragmentaryczny. Manul stepowy występuje w Azji, zamieszkując w zależności od podgatunku:
- O. manul manul — Kazachstan na południe do Iranu i Pakistanu, w tym niziny na południe od Kaukazu i na zachód od Morza Kaspijskiego do Armenii i obszarów jeziora Bajkał na południe przez Mongolię do północno-zachodniej i północnej Chińskiej Republiki Ludowej.
- O. manul nigripectus — Kaszmir do Nepalu, Wyżyna Tybetańska i na wschód do środkowej i południowo-zachodniej Chińskiej Republiki Ludowej.

Bytuje na wysokości pomiędzy 440 a 5593 m nad poziomem morza.

## Ekologia

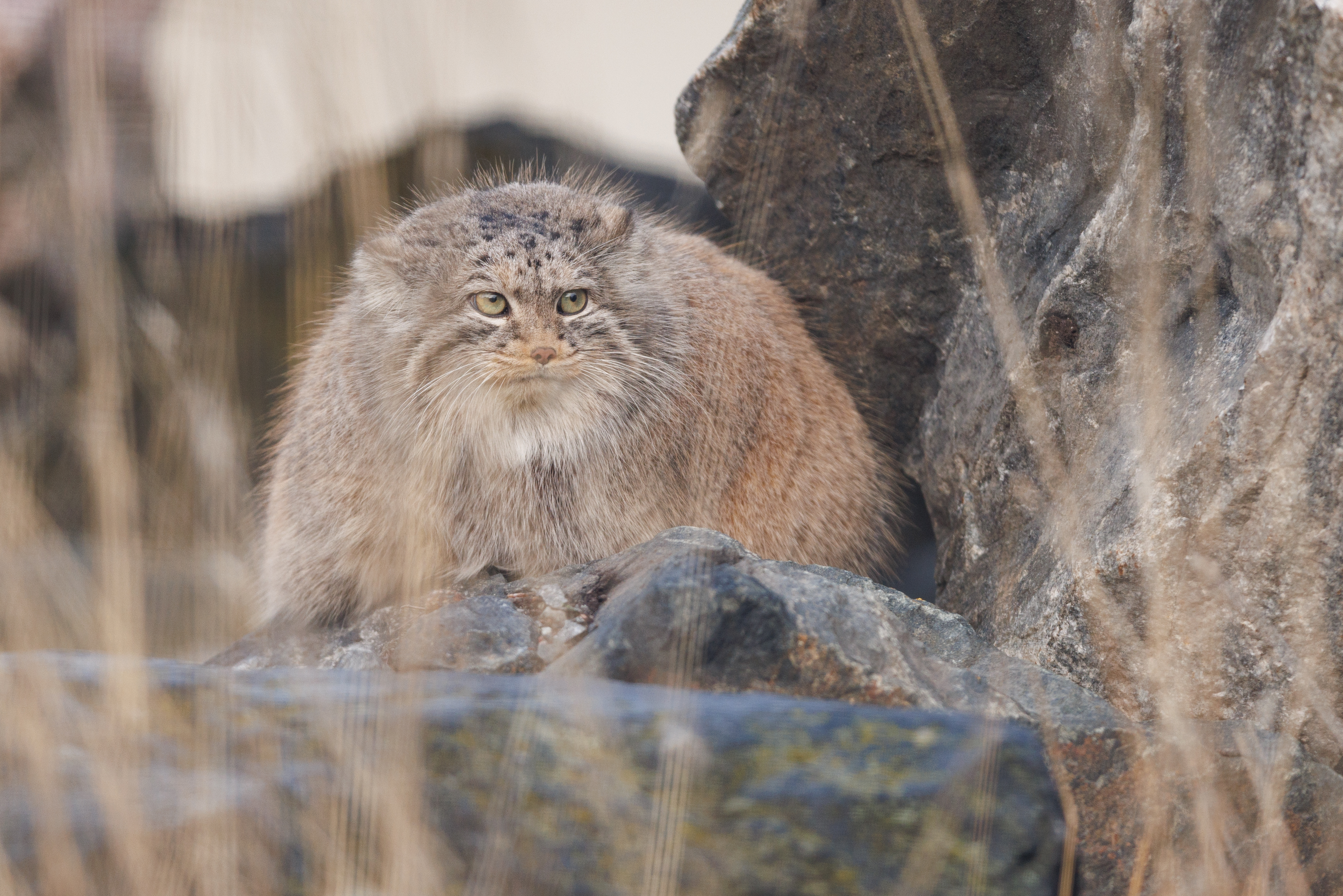
Manul stepowy nie unika skał

Siedlisko manula stepowego to stepy i półpustynie poprzecinane skalistymi wychodniami i kamienistymi stokami czy wąwozami, tereny porosłe trawą i roślinnością krzewiastą, z najwyżej pojedynczymi drzewami. Zasiedla tereny górskie w Himalajach, aczkolwiek zagęszczenie osiąga tam niewielkie. Zazwyczaj unika jednak obszarów pokrytych ciągłą pokrywą śnieżną bądź takich, na których przekracza ona 10 cm, trudno mu bowiem chodzić w głębokim śniegu. 15-20 cm śniegu jest już dla niego absolutną granicą.
Na 100 km² przypada w Mongolii od 4 do 8 manuli stepowych, aczkolwiek zliczenia dauryjskich śladów na śniegu wskazują na znacznie wyższe wyniki nawet 100 osobników na 100 km². Wydaje się to jednak lokalnym zjawiskiem zależnym od masowego pojawu się ich pożywienia.
Wszystkie kotowate są hipermięsożercami. Dieta ich składa się w zasadzie wyłącznie z pokarmu mięsnego. Wyjątku nie stanowi tutaj także manul stepowy. Spożywa on głównie szczekuszki i króliki, chomiki, karczowniki, myszoskoczki i naziemne wiewiórkowate wśród ssaków, spośród ptaków natomiast konsumuje stepówki i pewne bażanty. Poluje głównie zmierzchem i wczesnym świtem.  Poluje on z zasadzki, kryjąc się wśród skał, bądź też podchodzi ofiarę. Nie jest natomiast przystosowany do długiego biegu za ofiarą.
Manul zwykł sporządzać sobie norę pod kamieniami w szczelinach skalnych czy też jamach wykopanych przez susły czy też inne drapieżniki, z tych ostatnich korzysta głównie w Kazachstanie i na południu Syberii. Korzysta z nich przez cały rok. Chroni się w nich przed skrajnymi temperaturami. Lubi tereny, gdzie może znaleźć sobie kryjówkę, korzysta też z kamuflażu. Nie jest bowiem sprawnym biegaczem zdolnym ujść każdemu prześladowcy. Polują nań drapieżne ptaki i ssaki. Ze ssaków wymienia się takie jak: wilk szary i pies domowy, lis rudy, a także człowiek rozumny.

## Zagrożenia i ochrona

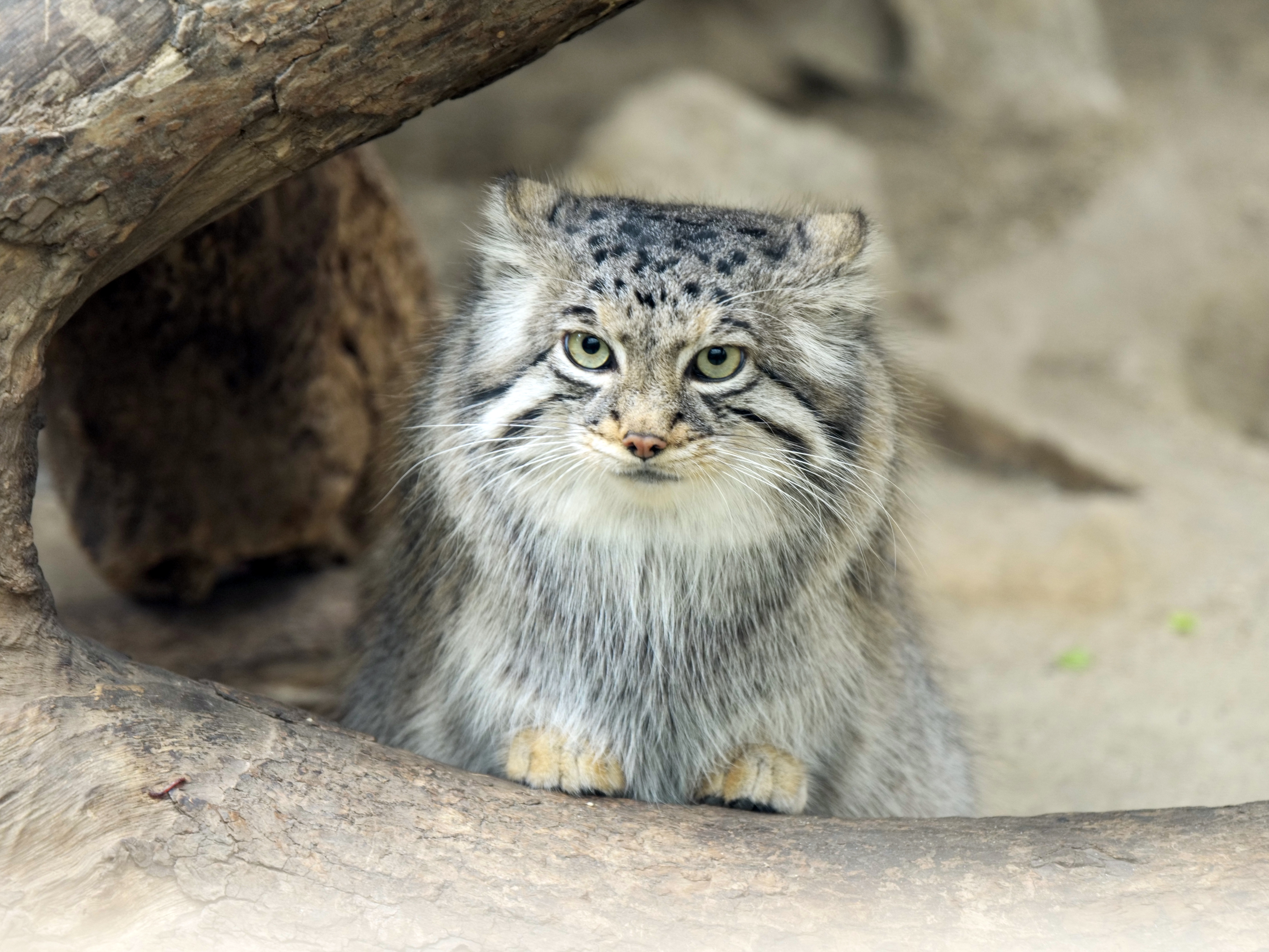
Manul bywa hodowany w zoo

Całkowita populacja liczy 58 tys. osobników. Jednakże jego liczebność spada. W Uzbekistanie i Tadżykistanie nie widziano go od lat 60. XX wieku. Mając szeroki zasięg występowania, zagęszczenia osiąga niewielkie, ponadto jest ten zasięg istotnie rozczłonkowany. Tereny atrakcyjne dla manula przeplatają się z obszarami dla niego nieodpowiednimi, gdzie nie może znaleźć pokarmu czy odpowiedniej ochrony przed drapieżnikami. Dla gatunku kluczowe są dostępne nory. Ponadto tereny jego życia przekształcane są w tereny rolnicze. Wpływa na niego też zmiana klimatu.
IUCN uważa manula stepowego za gatunek najmniejszej troski. Gatunek rozpoznano po raz pierwszy w 1994 jako niedostatecznie poznany, w 1996 uznano go za gatunek niższego ryzyka. W 2002 uznano go za gatunek bliski zagrożenia, co podtrzymywano w 2002, 2008, 2015 i 2016, by w 2020 opublikować zmianę na gatunek najmniejszej troski. Obejmuje go załącznik drugi konwencji CITES. Większość państw, gdzie występuje, zakazuje polowania na manula, jednakże prawo nie jest w nich przestrzegane i zwierzę ciągle odławia się celem pozyskania skór.
Jako powody śmierci manuli IUCN wymienia polowania przez innych drapieżniki, w tym psy i ludzi, jako główne zagrożenie dla gatunku podaje jednak niszczenie i fragmentację siedlisk zwierzęcia. Na liczebność zwierzęcia wpływa także liczebność jego ofiar, zwłaszcza gryzoni czy też szczekuszkowatych o zmieniającej się istotnie rok do roku liczebności, ale też podtruwanych przez człowieka. Większość jego ofiar nie należy do gatunków zagrożonych, aczkolwiek i takie się zdarzają. Swój wkład w zagrożenie gatunku ma też pasożytnictwo. Zwierzę wymaga dużych przestrzeni.
23 kwietnia obchodzony jest Międzynarodowy Dzień Manula Stepowego (ang. International Pallas’s Cat Day).